# Liste der Mitglieder des Zweiten Vereinigten Landtages der Provinz Westfalen
Diese Liste nennt die Mitglieder des Zweiten Vereinigten Landtages aus der Provinz Westfalen 1848.

## Hintergrund
Formal war der Vereinigte Landtag ein gemeinsames Zusammenkommen der Provinziallandtage Preußens. Entsprechend setzte sich die Gruppe der Abgeordneten aus der Provinz Westfalen so zusammen, wie der Provinziallandtag der Provinz Westfalen.

## Liste der Abgeordneten
| Kurie                        | Wahlbezirk                            | Abgeordneter                                                            | Anmerkung                                                   |
| ---------------------------- | ------------------------------------- | ----------------------------------------------------------------------- | ----------------------------------------------------------- |
| Stand der Herren und Fürsten | Herzog von Arenberg                   | Prosper Ludwig (Arenberg)                                               |                                                             |
| Stand der Herren und Fürsten | Fürst von Salm-Salm                   | Alfred Konstantin zu Salm-Salm                                          |                                                             |
| Stand der Herren und Fürsten | Fürst von Sayn-Wittgenstein-Berleburg | Heinrich Friedrich von Itzenplitz                                       | Als Vertreter von Albrecht zu Sayn-Wittgenstein-Berleburg   |
| Stand der Herren und Fürsten | Sayn-Wittgenstein-Wittgenstein        | Fürst Alexander zu Sayn-Wittgenstein-Hohenstein                         | Wittgenstein                                                |
| Stand der Herren und Fürsten | Bentheim-Tecklenburg                  | von Hövel                                                               | Fürst Moritz Kasimir von Bentheim-Rheda ließ sich vertreten |
| Stand der Herren und Fürsten | Bentheim-Steinfurt                    | Fürst Alexius zu Bentheim und Steinfurt                                 | Burg Steinfurt                                              |
| Stand der Herren und Fürsten | Salm-Horstmar                         | Fürst Wilhelm Friedrich zu Salm-Horstmar                                | Coesfeld                                                    |
| Stand der Herren und Fürsten | Fürst zu Rheina-Wolbeck               |                                                                         |                                                             |
| Stand der Herren und Fürsten | Herzog von Croy                       | Alfred von Croÿ                                                         | Dülmen                                                      |
| Stand der Herren und Fürsten |                                       | Graf Ludwig von Kielmannsegge                                           |                                                             |
| Stand der Herren und Fürsten | Graf von Westfalen                    | Graf Clemens von Westfalen zu Fürstenberg                               |                                                             |
| Stand der Herren und Fürsten | Herrschaft Gemen                      | Graf Ignaz von Landsberg-Velen und Gemen                                |                                                             |
| Ritterschaft                 |                                       | Freiherr Karl Adolf Maria Elverfeldt genannt von Beverfoerde zu Werries | Kammerherr zu Loburg                                        |
| Ritterschaft                 |                                       | Graf Dietrich von Bocholtz-Alme                                         | Alme                                                        |
| Ritterschaft                 |                                       | Florens von Bockum-Dolffs                                               | Landrat, Soest                                              |
| Ritterschaft                 |                                       | Freiherr Karl von Bodelschwingh                                         | Regierungsvizepräsident, Münster                            |
| Ritterschaft                 |                                       | Georg von Borries                                                       | Landrat, Herford                                            |
| Ritterschaft                 |                                       | Graf Clemens von Corff, gen. von Schmising                              | Tatenhausen                                                 |
| Ritterschaft                 |                                       | Caspar Maximilian Droste zu Vischering-Padberg                          | Landrat, Brilon                                             |
| Ritterschaft                 |                                       | Graf Felix von Droste-Nesselrode                                        | Erbdroste, Kammerherr zu Münster                            |
| Ritterschaft                 |                                       | Graf von Droste zu Vischering                                           | Landrat, Münster                                            |
| Ritterschaft                 |                                       | Johann Matthias von Galen                                               | Erbkämmerer, Assen                                          |
| Ritterschaft                 |                                       | von Harthausen                                                          | Gutsbesitzer zu Böckendorf                                  |
| Ritterschaft                 |                                       | Heinrich Wilhelm von Holtzbrinck                                        | Landrat, Odenthal                                           |
| Ritterschaft                 |                                       | Freiherr Engelbert von Landsberg-Velen und Steinfurt                    | Drensteinfurth                                              |
| Ritterschaft                 |                                       | Freiherr Felix von Lilien                                               | Landrat, Echthausen                                         |
| Ritterschaft                 |                                       | Freiherr Clemens von Lilien-Borg                                        | Werl                                                        |
| Ritterschaft                 |                                       | Graf Ferdinand von Merveldt                                             | Kammerherr, Erbmarschall, Lembeck                           |
| Ritterschaft                 |                                       | Freiherr Friedrich von Vely-Jungkenn                                    | Königlich bayerischer Kammerherr, Hüffe                     |
| Ritterschaft                 |                                       | Freiherr Georg von Vincke                                               | Landrat, Hagen                                              |
| Ritterschaft                 |                                       | Freiherr Klemens von Wolff-Metternich                                   | Regierungsvizepräsident, Potsdam                            |
| Ritterschaft                 |                                       | Freiherr Werner Heereman von Zuydtwyck                                  | Gutsbesitzer zu Herstelle bei Höxter                        |
| Städte                       |                                       | Franz Aulicke                                                           | Stadtverordneter, Münster                                   |
| Städte                       |                                       | Rudolf Barre                                                            | Kaufmann, Lübecke                                           |
| Städte                       |                                       | Bellebaum                                                               | Prediger, Siegen                                            |
| Städte                       |                                       | Friedrich Wilhelm Bertelsmann                                           | Kaufmann, Bielefeld                                         |
| Städte                       |                                       | Ferdinand Hendrick Theodor Böltink                                      |                                                             |
| Städte                       |                                       | Gustav Brassert                                                         | Geheimer Bergrat und Magistratsmitglied, Dortmund           |
| Städte                       |                                       | Busse                                                                   | Kaufmann, Vlotho                                            |
| Städte                       |                                       | Carl Theodor Fuhrmann                                                   | Ratsherr und Gerichts-Taxator, Hamm                         |
| Städte                       |                                       | F. W. Gries                                                             | Kaufmann, Neuenrade                                         |
| Städte                       |                                       | Hiller                                                                  | Ackerbürger zu Rieheim bei Brackel                          |
| Städte                       |                                       | Johann Heinrich Illgens                                                 | Kaufmann, Beckum                                            |
| Städte                       |                                       | Lohmeister                                                              | Juwelier zu Burgsteinfurth                                  |
| Städte                       |                                       | Johann Heinrich von Olfers                                              | Bankier und Stadtrat                                        |
| Städte                       |                                       | Heinrich Oppermann (Gastwirt)                                           | Gastwirt, Höxter                                            |
| Städte                       |                                       | Theodor Plange                                                          | Justizkommissar und Notar, Attendorn                        |
| Städte                       |                                       | Johann Ernst Leopold von Pogrell                                        | Kaufmann und Ratsherr, Minden                               |
| Städte                       |                                       | Rose                                                                    | Lippstadt                                                   |
| Städte                       |                                       | Ludwig Theodor Schmöle                                                  | Kaufmann, Iserlohn                                          |
| Städte                       |                                       | Theodor Sternenberg                                                     | Bürgermeister, Schwelm                                      |
| Städte                       |                                       | Philipp Arnold Wilhelm Strobandt                                        | Bürgermeister, Coesfeld                                     |
| Landgemeinden                |                                       | Wilhelm Berger                                                          | Gutsbesitzer, Bommern                                       |
| Landgemeinden                |                                       | Franz Anton Bracht                                                      | Landwirt, vormaliger Regierungsrat, Dillenburg              |
| Landgemeinden                |                                       | Peter Brünninghaus                                                      | Gutsbesitzer und Fabrikant, Brünninghauses                  |
| Landgemeinden                |                                       | Johann Georg Büning                                                     | Landwirt, Besecke                                           |
| Landgemeinden                |                                       | August Deimel                                                           | Ökonom und Hammerbesitzer, Warstein                         |
| Landgemeinden                |                                       | Johann Friedrich Hustedt                                                | Ackersmann, Haltern                                         |
| Landgemeinden                |                                       | Arnold Henrich Kamp                                                     | Landwirt, Colon und Gemeindevorsteher, Oesterwerde          |
| Landgemeinden                |                                       | Johann Hermann Krämer                                                   | Landwirt, Hilchenbach                                       |
| Landgemeinden                |                                       | Benedikt Linnenbrink                                                    | Landwirt, Beckum                                            |
| Landgemeinden                |                                       | Ludwig Conrad Meyer                                                     | Ackersmann und Ortsvorsteher, Südhemmern                    |
| Landgemeinden                |                                       | Karl Friedrich Meyer                                                    | Ackerwirt, Colon, Spradow                                   |
| Landgemeinden                |                                       | Franz Pieper                                                            | Gutsbesitzer zu Istrup bei Brackel                          |
| Landgemeinden                |                                       | Heinrich Schmidt                                                        | Landwirt, Sodingen                                          |
| Landgemeinden                |                                       | Caspar Schulte-Hobbeling                                                | Landwirt, Ascheberg                                         |
| Landgemeinden                |                                       | Schulte                                                                 | Landwirt zu Habbel                                          |
| Landgemeinden                |                                       | Friedrich Wilhelm Gieffers                                              | Gutsbesitzer zu Graffeln                                    |
| Landgemeinden                |                                       | Johann Rudolf Wulff                                                     | Landwirt, Lotte                                             |
| Landgemeinden                |                                       | Heinrich Anton Maria von Zurmühlen                                      | Amtmann, Hohenholte                                         |